# 상경로 (금나라)
상경로(上京路)는 금나라가 설치한 로들 가운데 하나로 지금의 헤이룽장성과 외만주 지역을 통치하는 행정 구역이었다. 완안부의 근거지로 인해 금나라의 초기 수도가 되었으나 그들이 정강의 변으로 중국 화북 지역을 점령하고 1153년(해릉양왕 정원 원년)에 베이징으로 수도를 옮기면서 버려졌다.
몽골 제국의 침공하에 상경이 파괴되고 청나라가 만주에 봉금령을 내리면서 만주 지역은 러시아 제국이 만주를 차지하기 전까지 사실상 무주공산인 오지로 남게 되었다.

## 연혁
금나라를 세운 완안부를 비롯한 수많은 생여진 부족들의 근거지가 있던 곳으로 1138년(천권 원년)에 상경(上京)으로 이름을 바꿨다. 완안부 인근에 있던 하천인 쑹화강(송화강)은 당시에 안출호수(安出虎水)로 불렸는데, 이 안출호를 뜻글자로 바꾼 금(金)이 여진족이 세운 통일 국가의 국명이 되었다. 안출호수, 혼동강(混同江), 내유하(來流河), 송와강(松瓦江), 압자하가 흐르고 있다.

## 행정 구역

### 조주(肇州)
하급주로 방어사를 두었다. 옛 출하점으로 조기왕(肇基王)이 길쌈하던 곳이다. 1130년(천회 8년), 아골타가 요나라를 격퇴하고 줄르 설치했다. 1138년 10월 방어사를 두고 회령부의 속주로 두었다. 해릉양왕시절 제주(濟州)를 지탱하는 군으로 바뀌었다.
1198년(승안 3년), 태조의 땅이었다는 이름으로 절진을 설치하고 무흥군(武興軍)이라는 군명을 받았다. 1214년( 정원 2년), 무흥군 절진으로 이름짓고 초토사를 두었다. 1현 5,375호를 두었다.
| 현명   | 한자   | 대략적 위치                                                             | 비고                                                |
| ------ | ------ | ----------------------------------------------------------------------- | --------------------------------------------------- |
| 시흥기 | 始興倚 | 첸궈얼뤄쓰 몽골족 자치현 서북 팔랑진(八郞鎭) 탑호성고성지(塔虎城古城址) | 흥주와 동시기에 설치되었다. 압자하와 흑룡강이 있다. |

### 속로

#### 포여로(蒲與路)
금나라 초에 만호(萬戶)가 설치되었는데 해릉양왕시기 폐지되고 절도사가 설치되었다. 1198년, 절도부사(節度副使)를 파견했다. 남쪽으로 상경까지 670리거리로 동쪽에 호리개까지 1,400리 거리이다. 북쪽으로 국경선 지역에 있는 화로화탄모극(火魯火疃謀克)까지 3,000리거리에 있었다. 당시 치소가 있던 고성이 치치하얼 시 커둥 현에 위치하고 있다.

#### 합라로(合懶路)
고려에게 환원받은 동북 9성일대에 설치되었고 총관부를 두었다. 1153년(정원 원년) 총관을 윤(尹)으로 고치고 병마도총관을 겸임하게 했다. 절도부사를 두었다. 1198년병마부관(과거에는 공해총(貢海蔥)이라 칭함)을 두었고 1187년(대정 27년)에 파했다. 이록고수(移鹿古水)가 있고 서쪽으로 상경까지 1,800리, 동남쪽으로 고려국경까지 500리거리에 있다.

#### 갈소관로(曷蘇館路)
절도사를 두었다. 1128년(천회 7년), 치소를 영주에 옮겨두었다. 도통사(都統司)를 두었다. 1193년(명창 4년)에 폐지했다. 용화관(龍化關)이 있는데 이를 여진어로 갈실한관(曷撒罕關)이라고 한다.

#### 호리개로(胡裏改路)
금나라 초에 만호를 두었다가 해릉양왕이 폐지하고 절도사를 파견했다. 1198년, 절도부사를 두었다. 서쪽으로 상경까지 630리, 북쪽까지 금나라 변경